# عبد الله حسن يوسف
عبد الله حسن يوسف مال الله (مواليد 28 مايو 1983) لاعب كرة قدم بحريني يلعب حاليا لصالح نادي الدرجة الأولى البحرين البحريني في مركز الوسط المحوري من 2011.

## الإنجازات

### الرفاع
- الدوري البحريني الممتاز (2): 2003، 2005
- كأس ملك البحرين (1): 2010
- كأس ولي العهد (4): 2002، 2003، 2004، 2005
- كأس الاتحاد البحريني (1): 2004

### البحرين
- الدرجة الثانية (1): 2016